# 惠阳街道
惠阳街道，是中华人民共和国河北省保定市满城区下辖的一个乡镇级行政单位。

## 行政区划
惠阳街道下辖以下地区：
惠阳街社区、惠阳北街社区、惠阳南街社区和惠阳新街社区。